# Cotorca (okręg Buzău)
Cotorca – wieś w Rumunii, w okręgu Buzău, w gminie Glodeanu-Siliștea. W 2011 roku liczyła 855 mieszkańców.